# Kampong Chhnang Airport
Kampong Chhnang Airport är en flygplats i Kambodja.   Den ligger i provinsen Kampong Chhnang, i den centrala delen av landet, 90 km norr om huvudstaden Phnom Penh. Kampong Chhnang Airport ligger 21 meter över havet.
Terrängen runt Kampong Chhnang Airport är platt. Runt Kampong Chhnang Airport är det tätbefolkat, med 476 invånare per kvadratkilometer. Närmaste större samhälle är Kampong Chhnang, 11,2 km öster om Kampong Chhnang Airport. Omgivningarna runt Kampong Chhnang Airport är en mosaik av jordbruksmark och naturlig växtlighet.